# Anhydrophryne hewitti
Anhydrophryne hewitti es una especie  de anfibios de la familia Pyxicephalidae.

## Distribución geográfica
Se encuentra en Sudáfrica y, posiblemente también en zonas adyacentes de Lesoto. 